# 河辺 (津山市)
河辺（かわなべ）は岡山県津山市にある地名。郵便番号は708-0842。

## 地理
吉井川の支流加茂川の南に位置し、津山ICを降りてすぐの所にはイオン津山を初めとした商業施設が多く見られる。

### 河川
- 加茂川

## 歴史

### 沿革
- 1889年6月1日 - 町村制施行により、勝南郡河辺村が同郡瓜生原村、国分寺村、日上村と合併、河辺村となる。元の河辺村は大字河辺となる。
- 1900年4月1日 - 勝南郡が勝北郡と合併し、勝田郡となる。
- 1954年7月1日 - 河辺村が周辺の村とともに津山市に編入される。

## 世帯数と人口
2021年（令和3年）1月1日現在の世帯数と人口は以下の通りである。
| 町丁 | 世帯数    | 人口    |
| ---- | --------- | ------- |
| 河辺 | 1,005世帯 | 2,116人 |

## 小・中学校の学区
市立小・中学校に通う場合、学区は以下の通りとなる。
| 番地 | 小学校             | 中学校               |
| ---- | ------------------ | -------------------- |
| 全域 | 津山市立河辺小学校 | 津山市立津山東中学校 |

## 交通

### 道路
- 中国自動車道津山IC
- 国道53号（一部が国道179号、国道429号との重複区間、残りが国道429号との重複区間）

## 施設
- イオンモール津山
- ヤマダ電機テックランド津山店
- 紳士服はるやま津山インター店
- ザグザグ津山河辺店
- 津山ブックセンター本店・イオン津山店
- ヒマラヤ津山インター店
- 丸亀製麺津山インター店
- ミスタードーナツ津山ショップ
- パナソニックエレクトロニックデバイス津山
- 津山警察署河辺交番

## 広義の「河辺」と狭義の「河辺」
広義では町村制後の河辺村のことも河辺と呼び、津山市を大きく分けた29地区のひとつである。狭義ではここで述べた、町村制前の河辺村、いわゆる大字河辺を指す。